# Anton Anselm Capellini von Wickenburg

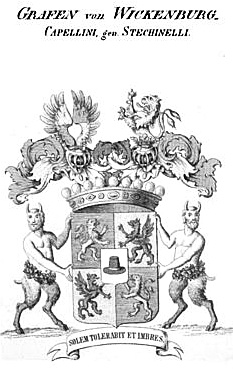
Wappen der Grafen Capellini von Wickenburg

Anton Anselm Capellini von Wickenburg (* 4. Oktober 1750; † 19. April 1813 in Wien) war ein Reichsgraf sowie kurpfalz-bayerischer Offizier und Diplomat.

## Herkunft
Er wurde geboren als Enkel des kurpfälzischen Geheimrates und Landeshistorikers Johann Franz Capellini von Wickenburg (1677–1752) und Sohn von Wilhelm Ludwig Capellini von Wickenburg, sowie dessen Gattin Anna Wilhelmine Dorothea Bernhardine von Schorlemer zu Eickelborn (1720–1792).

## Leben
Anton Anselm Capellini von Wickenburg Erbdrost von Neuhaus und Herr von Borganie (Schlesien) trat in die kurpfälzische Armee ein, wo er den Rang eines Generals der Kavallerie erreichte. Außerdem bekleidete er die Ämter eines Kammerherren und Geheimen Rates unter Kurfürst Karl Theodor. Dieser erhob ihn am 7. Juli 1790, in der Zeit des Reichsvikariats, vom Freiherren- in den erblichen Reichsgrafenstand und hatte ihn schon 1788 zum bevollmächtigten Minister (Gesandten) am Zarenhof in St. Petersburg ernannt. 1797 wechselte er im gleichen Amt nach Wien, wo er bis 1800 amtierte und 1813 starb. Dort hatte ihm, kurz vor seinem Tod, Kaiser Franz II. auch den erblichen Grafenstand für Österreich bestätigt.
Capellini von Wickenburg war verheiratet mit Gräfin Lucia Maria von Hallberg (1765–1823), Tochter des Heinrich Theodor von Hallberg († 1792), ebenfalls kurpfälzischer Gesandter in Wien, dem Neffen des früheren kurpfälzischen Kanzlers Jakob Tillmann von Hallberg († 1744) und Cousin des Forschungsreisenden Theodor von Hallberg-Broich (1768–1862). Ihr Sohn war der österreichische Minister Matthias Constantin Capello von Wickenburg (1797–1880).
Nach Graf Anton Anselm Capellini von Wickenburg wurde 1809 die Wickenburggasse im Wiener Vorort Josefstadt benannt, da er in diesem Jahr dort das erste Anwesen erbaute.